# 乐高蝙蝠侠2：DC超级英雄
《乐高蝙蝠侠2：DC超级英雄》（英語：Lego Batman 2: DC Super Heroes）是由Traveller's Tales開發的乐高动作冒险游戏，游戏于2012发行，并运行于PlayStation 3、PlayStation Vita、任天堂3DS、PlayStation Protable,Wii、任天堂DS、Xbox 360和Microsoft Windows平台。游戏是《樂高蝙蝠俠》的续作；而後繼作品《乐高蝙蝠侠3：飞越高谭市》將於2014年推出。

## 遊戲系統
遊戲設定於以高譚市（Gotham City）為版圖的開放式世界，主線劇情共分作16個關卡，於任務之間蝙蝠俠與羅賓（或是超人）可在市內自由活動或進行支線任務。主線任務結束後可自由更換角色（共有70人）。
本作是樂高電子遊戲系列首部引進角色配音以及雙人模式畫面分半的作品。

## 劇情
高譚市年度人物選舉由布魯斯·韋恩（Bruce Wayne）勝出而雷克斯·路瑟（Lex Luthor）屈居第二，會場突然受企鵝人（Penguin）、謎語人（Riddler）、哈莉·奎茵（Harley Quinn）、雙面人（Two-Face）及小丑（Joker）襲擊，布魯斯換裝變成蝙蝠俠後與羅賓（Robin）擊敗了眾人並把小丑送進阿卡漢精神病院（Arkham Asylum）。雷克斯帶著其新發明、由氪石驅動之「解體槍」（The Deconstructor）劫獄，所有罪犯包括小丑逃離了精神病院，蝙蝠俠與羅賓趕至並在捕回部分罪犯後發現瓦礫上帶有雷克斯之解體槍殘餘能量。
不久化學大樓Ace Chemicals受襲擊，蝙蝠俠與羅賓發現大樓內被盜之化學品均是製作人造氪石之原料，並在大樓被炸毀前被超人（Superman）所救。二人其後把從追截雷克斯時所取得之人造氪石帶返蝙蝠洞調查，隨即被小丑和雷克斯發現－該人造氪石乃偽裝之追蹤器。小丑和雷克斯以解體槍對蝙蝠洞造成嚴重破壞，二人於被困時再次被超人救出。
蝙蝠俠與超人隨後分別進攻雷克斯之大型戰鬥飛船及位於大都會（Metropolis）之雷克斯企業總部，雷克斯乘坐一台巨型小丑機械人逃回高譚市：雷克斯欲以機械人大量釋出小丑之笑氣，從而使所有市民支持他當選總統。蝙蝠俠與超人破壞機械人使之喪失飛行能力，暴露其氪石動力爐使石塊流出，再誘導機械人於街道間繪出巨型小丑臉。身處字宙監視衛星之火星獵人（Martian Hunter）立即召集正義聯盟成員趕至高譚市，雷克斯眼看計劃失敗後決定與小丑以機械人進攻韋恩大樓，蝙蝠俠與羅賓在超人、神力女超人（Wonder Woman）、鋼骨（Cyborg）、綠燈俠（Green Lantern）及閃電俠（The Flash）協助下阻止了大樓倒塌、毀滅了機械人並把小丑與雷克斯捕獲交予警方帶走。

## 评价
游戏受到了媒体的好评。IGN为游戏打了8.5分，并称赞了其精致的游戏设定、故事和有特色的配音，同时其也批评了游戏的开放世界有一些小烦恼。Game Informer为游戏打了8.25分。游戏Xbox 360版在Metacritic的汇总得分为79%，而PlayStation 3版为87%。Digital Spy的安德鲁·劳克林称《乐高蝙蝠侠2：DC超级英雄》是最好的乐高游戏，游戏的新功能和原创故事值得钦佩。

## 外部連結
- Lego Batman 2: DC Super Heroes at Lego.com
- （页面存档备份，存于） Lego Batman 2: DC Super Heroes at Feral Interactive
- 互联网电影数据库（IMDb）上《乐高蝙蝠侠2：DC超级英雄》的资料（英文）